# Breda BZ 308
Il Breda BZ 308 fu un aereo di linea quadrimotore monoplano ad ala bassa realizzato dalla divisione aeronautica dell'azienda italiana Breda in un unico esemplare nel periodo immediatamente successivo al termine della seconda guerra mondiale.
Pur realizzato in tempi velocissimi, considerando i danni inflitti alle strutture dell'azienda dagli eventi bellici, a causa di ritardi che costrinsero più volte a rimandare il volo inaugurale il progetto, seppur competitivo a livello tecnico, venne annullato dalla produzione civile britannica e statunitense che intanto si erano accaparrate il mercato a livello mondiale. Benché si fosse riusciti comunque ad ottenere dei contratti di fornitura, la situazione economica dell'azienda portò alla chiusura della linea produttiva e dell'intera sezione aeronautica nel 1951, interrompendo lo sviluppo del velivolo.
A causa della sua somiglianza stilistica con lo statunitense Lockheed Constellation, il BZ.308 venne soprannominato dalla stampa dell'epoca il Connie italiano.

## Storia del progetto
Alla fine del secondo conflitto mondiale la produzione aeronautica italiana era stata drasticamente ridotta dalle incursioni alleate che bombardando sistematicamente gli impianti di produzione avevano impedito la costruzione di nuovi aerei militari. Le maggiori aziende avevano sede nel nord Italia, che nell'ultima parte del conflitto era sotto l'occupazione tedesca, e queste erano state impiegate esclusivamente nel settore bellico. Aeronautica Caproni, Breda, CANT, Fiat Aviazione, Macchi, SIAI-Marchetti avevano prodotto nel periodo interbellico velivoli da trasporto civile che avevano ottenuto numerosi primati e che fornirono i mezzi aerei per l'espansione delle rotte commerciali internazionali inaugurate negli anni venti e trenta dalle trasvolate atlantiche.
La Breda puntò il suo rilancio in campo aeronautico affidando la progettazione di un grande velivolo di linea all'ingegnere Filippo Zappata, già noto per alcuni progetti come il CANT Z.511, ancor oggi l'idrovolante a scarponi più grande mai costruito. L'esigenza del mercato era quella di produrre un mezzo in grado di collegare l'Europa alle Americhe, soprattutto a Stati Uniti d'America, per permettere la ricostruzione economica dello Stato italiano tramite accordi commerciali con l'ex nazione avversaria.

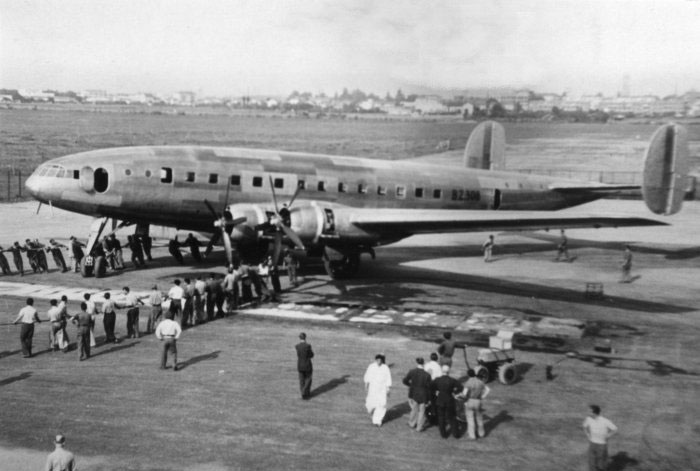
Il Breda BZ 308 a Milano

Il progetto venne concretizzato in brevissimo tempo; Zappata iniziò i disegni nel 1945, poco tempo dopo la firma della definitiva cessazione delle ostilità, e nel 1946 il velivolo era già pronto per essere portato in volo, se non fosse stato per la mancanza dei motori, i britannici Bristol Centaurus, a cui si dovette ricorrere perché la produzione italiana non era in grado di fornire motorizzazioni della potenza necessaria. La fornitura non fu disponibile che due anni più tardi, troppo per poter diventare una concreta minaccia per le aziende estere che oramai avevano monopolizzato il mercato. Tuttavia il prototipo venne portato finalmente in volo il 27 agosto 1948, ai comandi del collaudatore storico dell'azienda, Mario Stoppani, dimostrando le qualità del BZ 308 che vennero comunque riconosciute a livello internazionale. L'azienda infatti riuscì a stipulare contratti con Argentina, India ed Iran, troppo tardi però per salvare economicamente la Breda che fu costretta a chiudere la sezione aeronautica nel 1951.
Una teoria dell'epoca, tra le altre divulgata dal quotidiano polacco Trybuna Ludu, sostenne che il ritardo nella fornitura dei motori fosse stata frutto non di una spiacevole fatalità ma di un'operazione commerciale anglo-americana atta a difendere il mercato da un potenziale scomodo concorrente. Le dichiarazioni continuarono nell'affermare delle pressioni statunitensi sull'allora Presidente del Consiglio dei ministri della Repubblica Italiana Alcide De Gasperi per esortare il licenziamento del personale Breda affinché ci fossero dei ritardi nell'ultimazione del velivolo a favore della produzione estera. La stampa italiana però, pur ritenendo possibile un simile intreccio si limitò a riportare la notizia ricordando che la fonte era politicamente antiamericana.

## Tecnica
L'aereo era un quadrimotore dalla costruzione interamente metallica, con eliche a cinque pale e doppia deriva di coda. Con una lunghezza di 33 m ed una apertura alare di 42, poteva portare da 60 ad 80 passeggeri (a seconda delle fonti) fino a 7 700 km.

## Impiego operativo
Il solo esemplare costruito, dopo il primo volo del 27 agosto 1948, venne preso in carico con matricola MM 61802 dall'Aeronautica Militare, che lo utilizzò con i contrassegni del Reparto Volo Stato Maggiore per alcuni anni sulla rotta Roma-Mogadiscio, fino ad un grave incidente il 21 febbraio 1954 che lo danneggiò in modo importante. La chiusura della Breda e la mancanza di pezzi di ricambio lo condannarono definitivamente.

## Utilizzatori
Italia
- Aeronautica Militare